# فرنسيس سواريز
فرنسيس سواريز (بالإسبانية: Francisco Suárez Arteaga)‏ (6 يناير 1987 في إسبانيا - ) هو لاعب كرة قدم إسباني في مركز الوسط. لعب مع إنتر توركو وبونفيرادينا ونادي لاس بالماس وCD Izarra ‏ وCastillo CF ‏.

## وصلات خارجية
- فرنسيس سواريز على موقع قاعدة بيانات كرة القدم.إي يو (الإنجليزية)
- فرنسيس سواريز على موقع Soccerway.com (الإنجليزية)
- فرنسيس سواريز على موقع AS.com (الإسبانية)